# Nematocarcinus cursor
Nematocarcinus cursor är en kräftdjursart som beskrevs av Alphonse Milne-Edwards 1881. Nematocarcinus cursor ingår i släktet Nematocarcinus och familjen Nematocarcinidae. Inga underarter finns listade i Catalogue of Life.